# Спрингфийлд (Орегон)
Вижте пояснителната страница за други значения на Спрингфийлд.
Спрингфийлд (на английски: Springfield) е град в окръг Лейн, щата Орегон, САЩ. Спрингфийлд е с население от 58 005 жители (2008) и обща площ от 37,3 km². Намира се на 138,4 m надморска височина. ЗИП кодът е 97477, 97478, 97482. Телефонният код е 541.